# Branko Šegota
Branimir Šegota, detto Branko (Fiume, 8 giugno 1961), è un ex calciatore jugoslavo naturalizzato canadese, di ruolo attaccante.

## Carriera

### Nazionale
Ha partecipato, con la rappresentativa canadese, alla fase finale del campionato del mondo 1986.